# Classe Juneau
La classe Juneau est une classe de croiseurs légers, dérivée de la classe Atlanta. Les navires de cette classe avaient le même armement principal à double usage que l'USS Oakland avec une batterie antiaérienne secondaire plus lourde, tandis que les charges en profondeur anti-sous-marines et les tubes lance-torpilles ont été supprimés pour être remplacés par une superstructure repensée pour réduire le poids et augmenter la stabilité. Trois navires ont été commandés et construits, tous achevés peu après la Seconde Guerre mondiale, mais seul le Juneau (CL-119) restera actif assez longtemps pour participer à un conflit, celui de la guerre de Corée.

## Liste des navires de la classe
| Nom         | Numéro de coque | Chantier                                                      | Commissionné le  | Retiré du service le |
| ----------- | --------------- | ------------------------------------------------------------- | ---------------- | -------------------- |
| USS Juneau  | CL-119          | Federal Shipbuilding and Drydock Company, Kearny (New Jersey) | 15 février 1946  | 23 juillet 1955      |
| USS Spokane | CL-120          | Federal Shipbuilding and Drydock Company, Kearny (New Jersey) | 17 mai 1946      | 27 février 1950      |
| USS Fresno  | CL-121          | Federal Shipbuilding and Drydock Company, Kearny (New Jersey) | 27 novembre 1946 | 17 mai 1949          |